# Fiat Punto
Fiat Punto (укр. Фіат Пунто) — компактні хетчбеки, що виробляються компанією Fiat з 1993 і прийшли на заміну моделі Fiat Uno.
Всього виготовлено 3,429 млн. авто першого, 2,96 млн. другого та 2,67 млн. третього покоління Фіат Пунто.

## Fiat Punto I (Тип 176) (1993—1999)

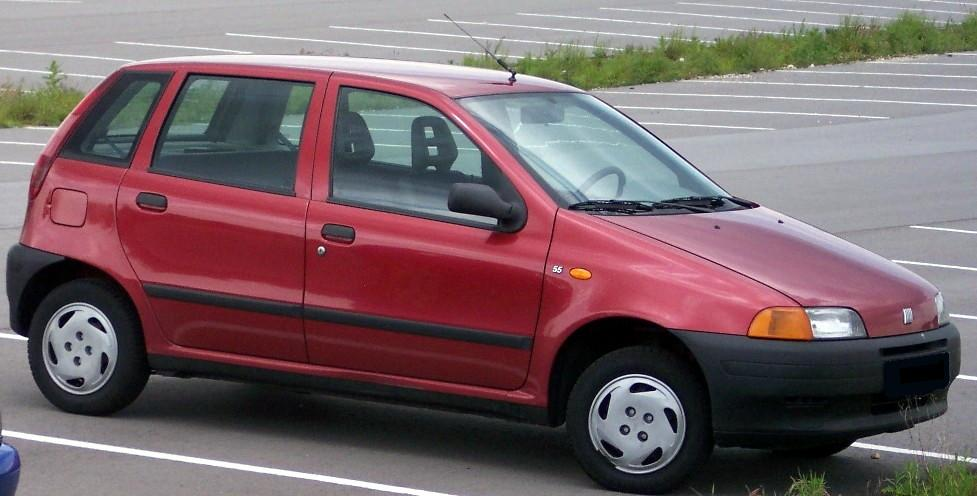
Fiat Punto 1 (1993—1997)

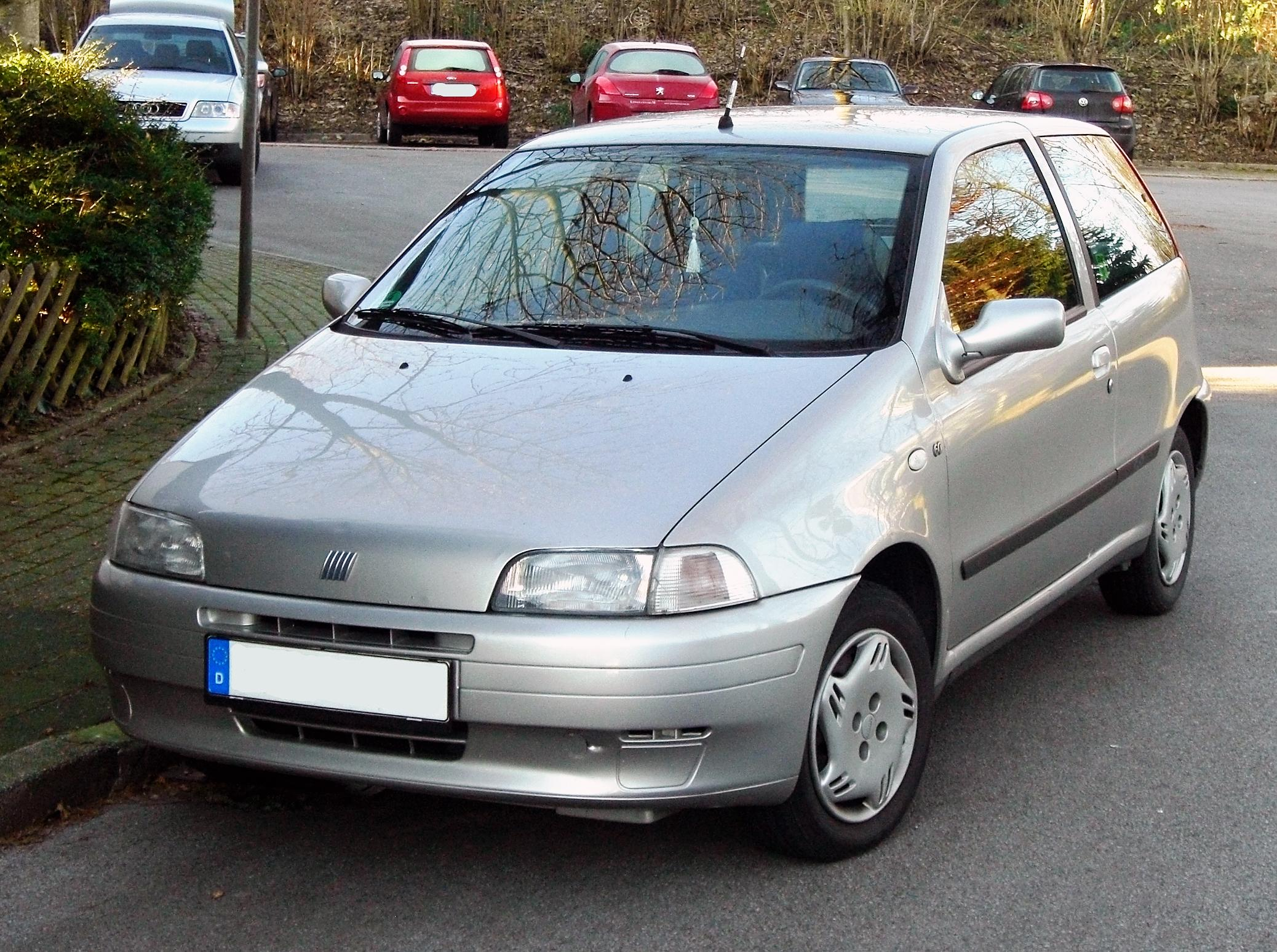
Fiat Punto 1 (1997—1999)

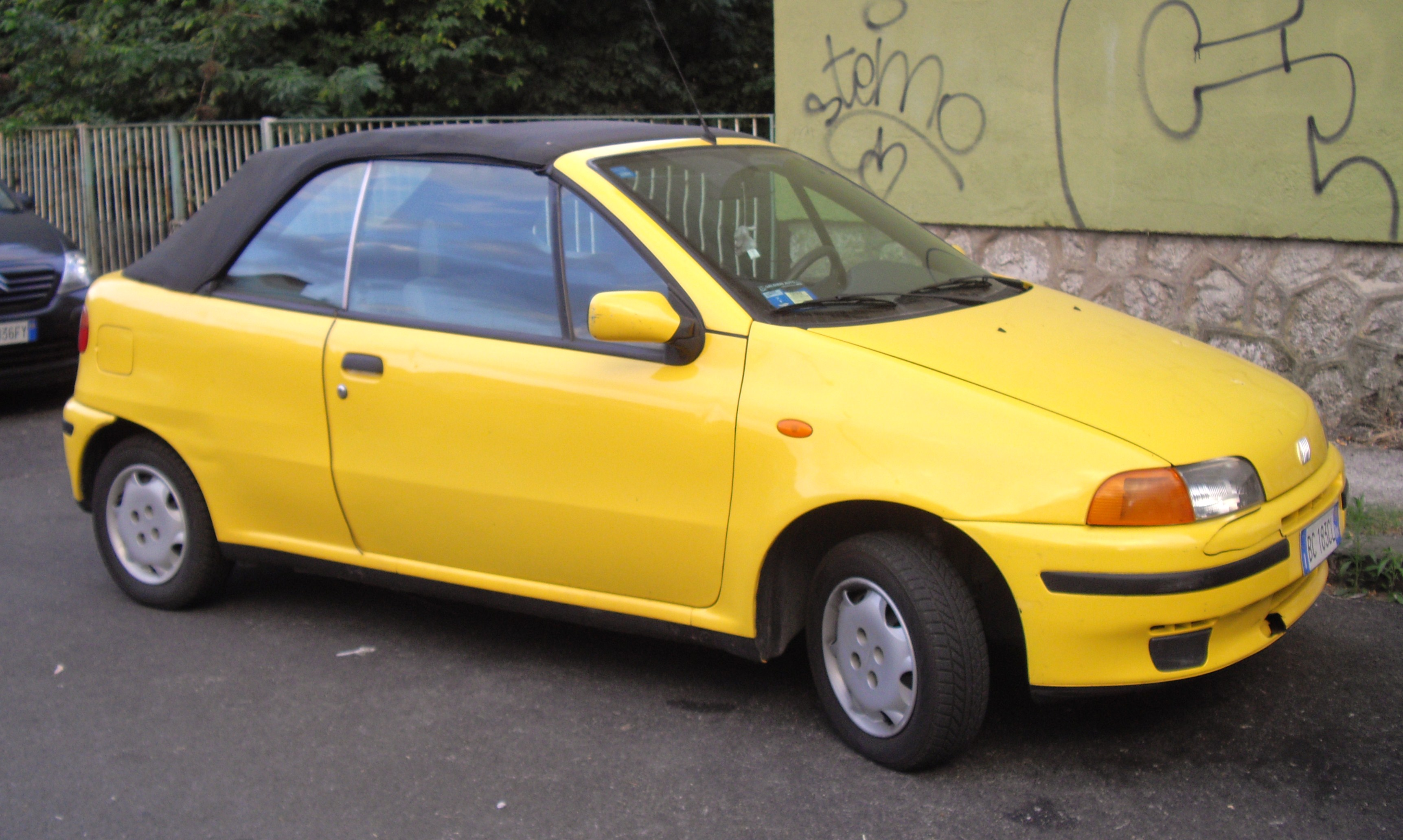
Fiat Punto Cabrio

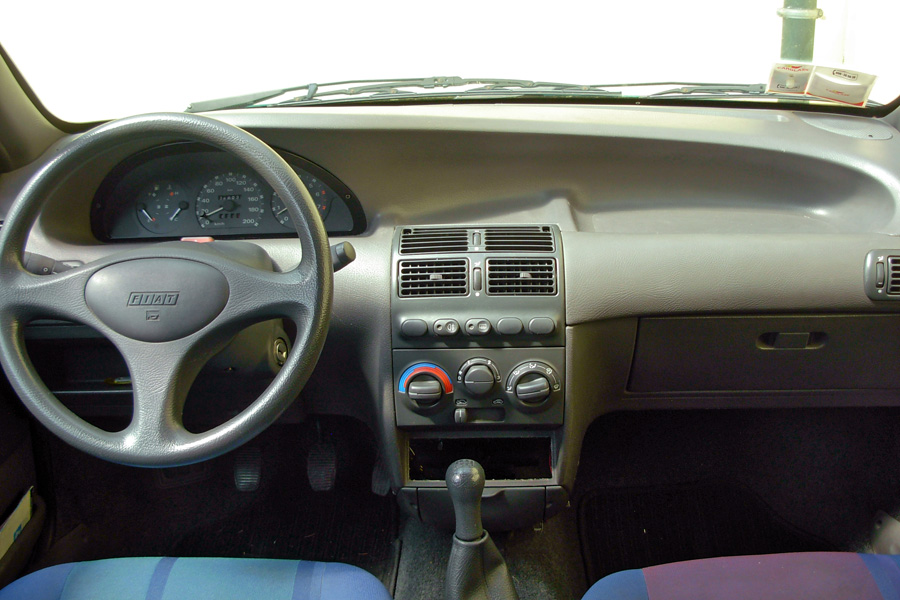
Салон Fiat Punto 1

В 1993 році в місті Турин було представлене перше покоління Fiat Punto. Автомобіль пропонувався як 3-х і 5-ти дверний хетчбек і кабріолет. В 1995 році Punto був обраний автомобілем року. В 1996 році Punto був найпродаванішим автомобілем в Європі.
Дизайн автомобіля розробляв Джорджетто Джуджаро. Punto був першим маленьким автомобілем від Fiat з оцинкуванням важливих частин кузова.
В 1997 році модель модернізували.
Всього виготовлено понад 3 500 000 автомобілів першого покоління.

### Двигуни
| Модель    | Об'єм    | Потужність               | Виробництво | Примітки            |
| --------- | -------- | ------------------------ | ----------- | ------------------- |
| Бензинові |          |                          |             |                     |
| 1.1 8V    | 1108 см³ | 40 кВт (55 к.с.)         | 1993—1999   |                     |
| 1.2 8V    | 1242 см³ | 44 кВт (60 к.с.)         | 1993—1999   | також в Кабріолеті  |
| 1.2 8V    | 1242 см³ | 54 кВт (73 к.с.)         | 1993—1999   |                     |
| 1.2 16V   | 1242 см³ | 63 кВт (85 к.с.)         | 1993—1999   | також в Кабріолеті  |
| 1.4 8V    | 1372 см³ | 96/98 кВт (130/133 к.с.) | 1993—1999   | тільки GT (з Turbo) |
| 1.6 8V    | 1598 см³ | 65 кВт (88 к.с.)         | 1993—1999   | також в Кабріолеті  |
| Дизельні  |          |                          |             |                     |
| 1.7 TD    | 1698 см³ | 46 кВт (63 к.с.)         | 1993—1999   |                     |
| 1.7 TD    | 1698 см³ | 52 кВт (70 к.с.)         | 1993—1999   |                     |

## Fiat Punto II (Тип 188) (1999—2012)

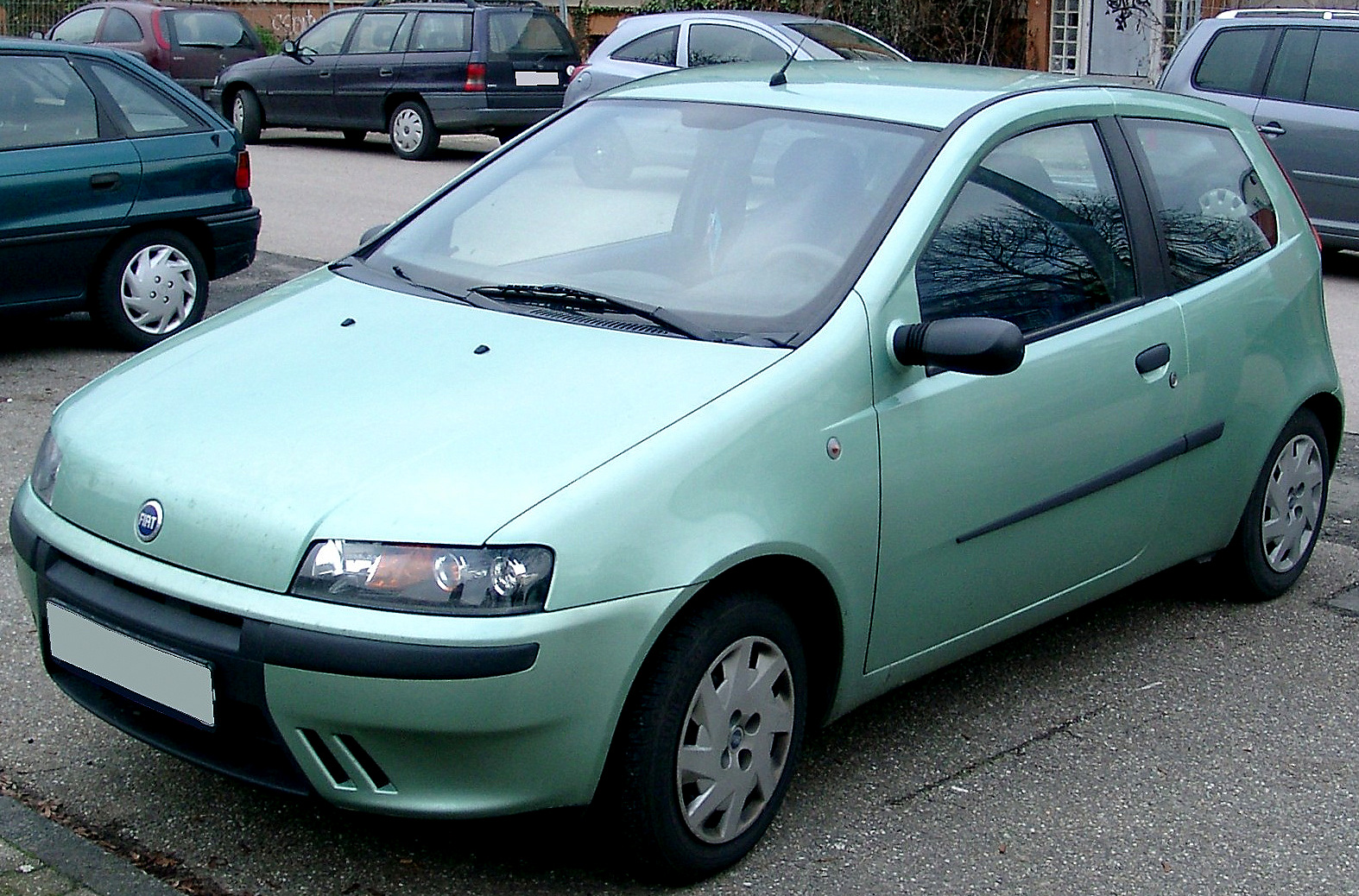
Fiat Punto 2 (1999-2003)

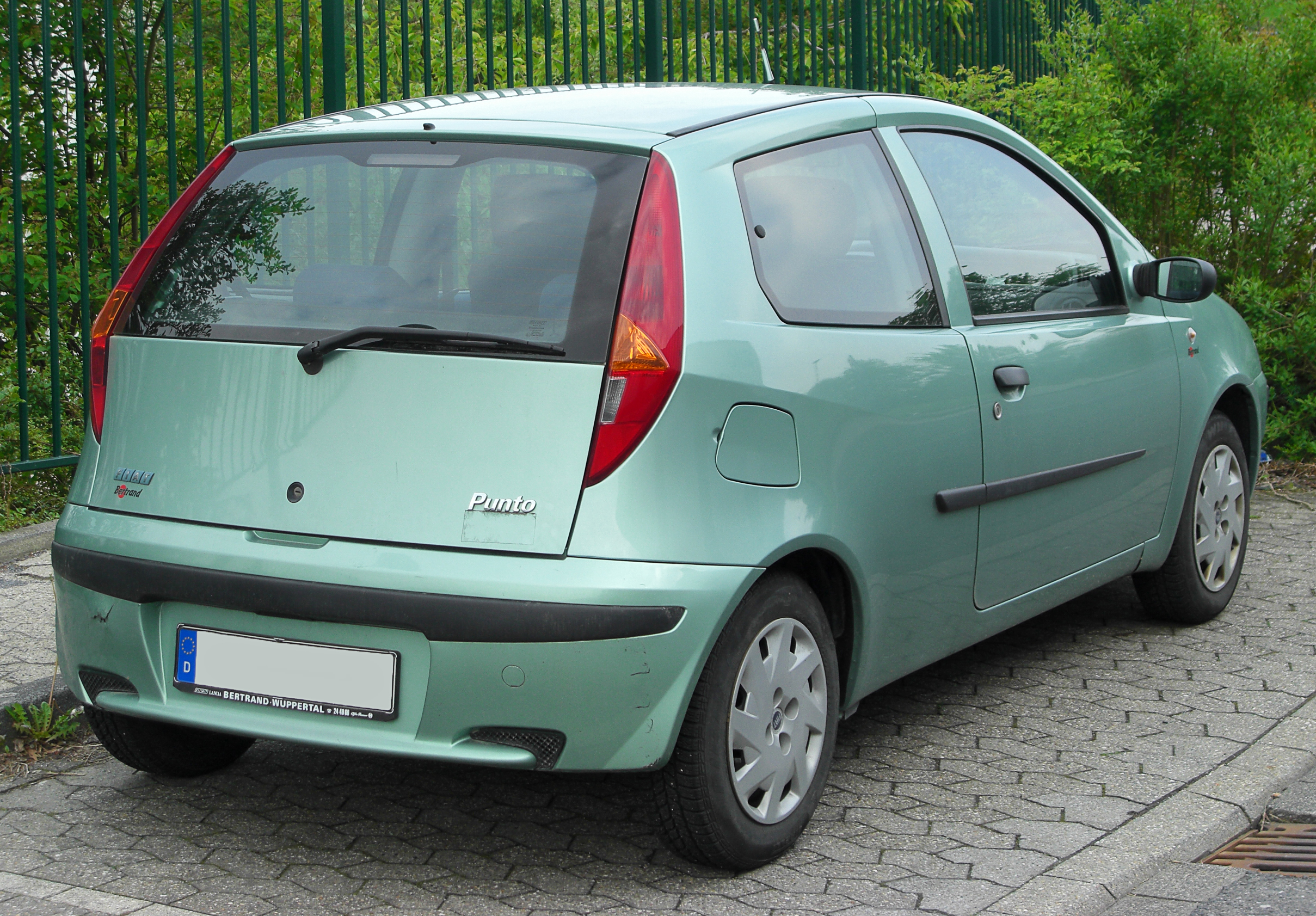

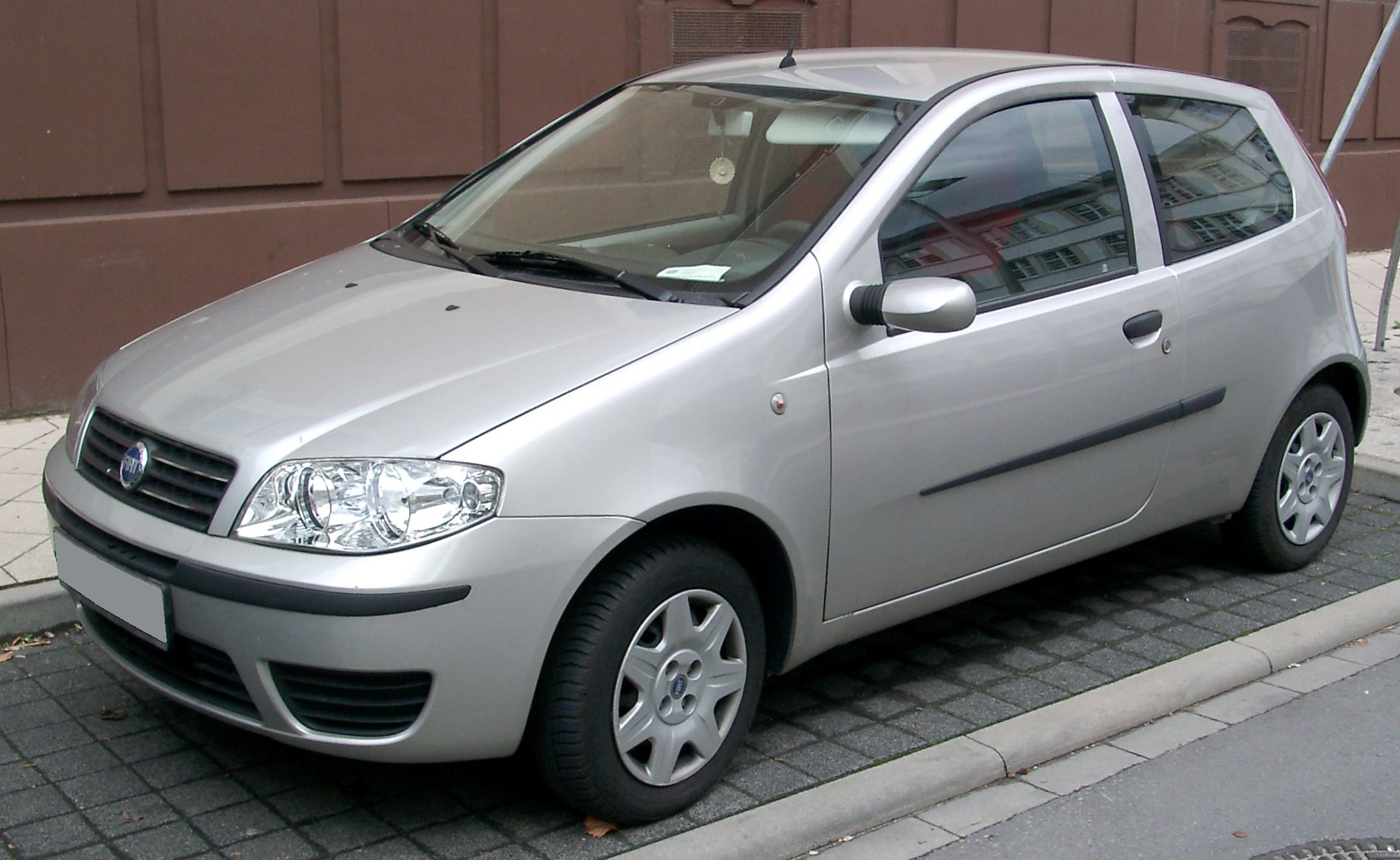
Fiat Punto 2 Фейсліфт (2003-2010)

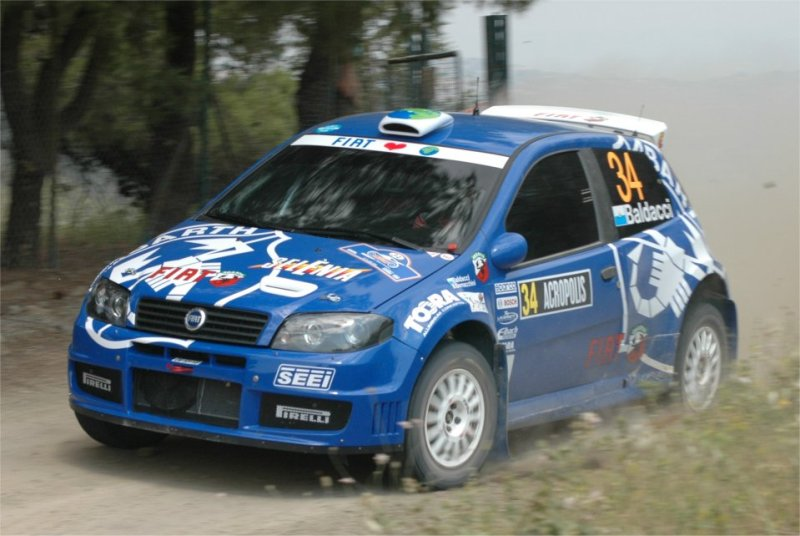
Fiat Punto S1600

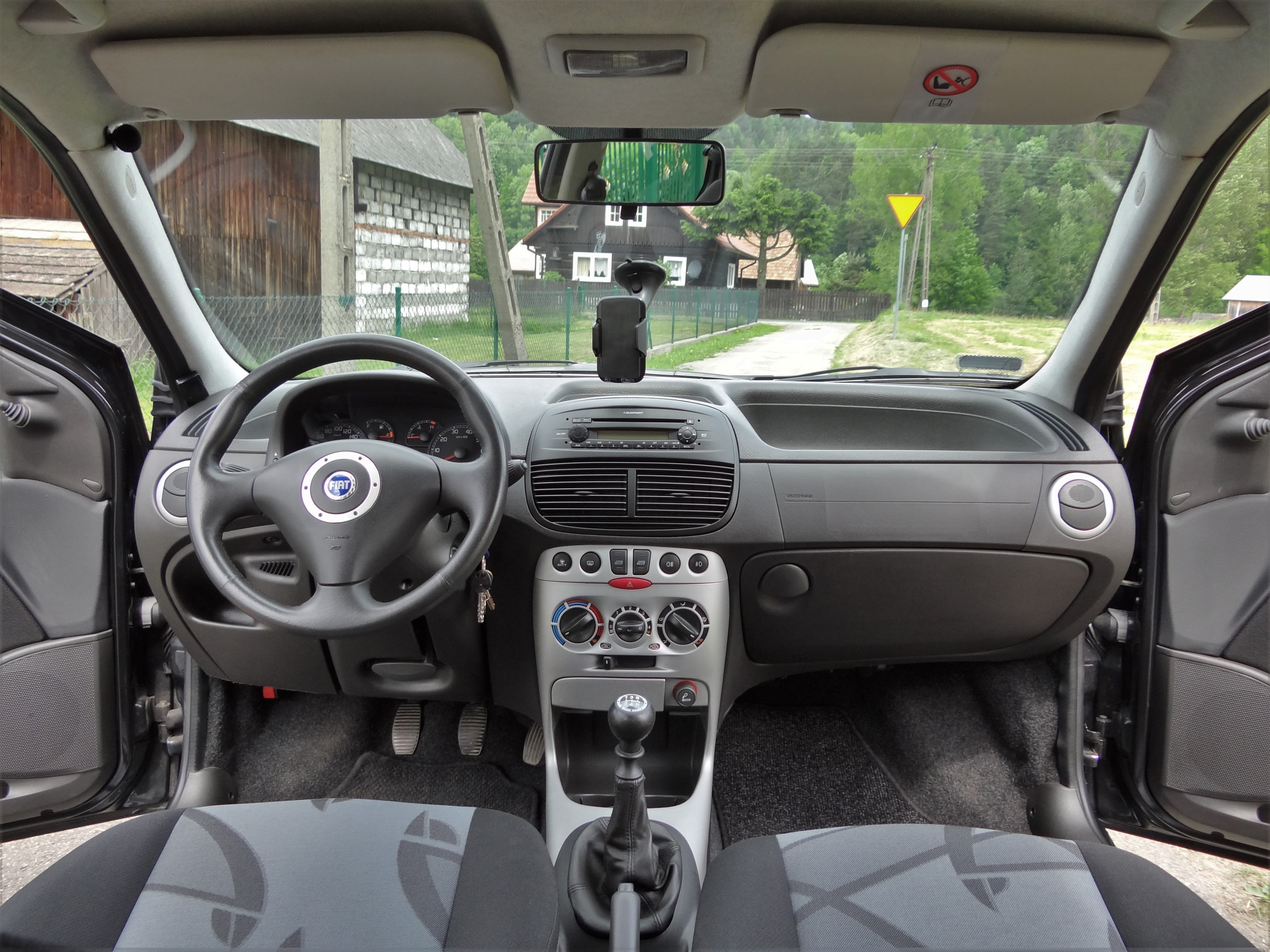

Друге покоління представлене в 1999 році до 100-річчя фірми Fiat. Автомобіль пропонувався як 3-х і 5-ти дверний хетчбек. У 2001 році представлена версія Abarth з двигуном 1,8 16-кл. потужністю 131 к.с. і меншою вагою.
В 2003 році модель оновили, змінивши зовнішній вигляд і оснащення.
В червні 2005 року число вироблених Fiat Punto перевалило за шість мільйонів. Навіть після виходу наступних поколінь ця модель продовжувала випускатися в Сербії на заводі «Застава», причому до 2008 року вона випускалася як «Zastava 10».
Всього виготовлено більше 5 000 000 автомобілів другого покоління.

### Двигуни
| Модель            | Об'єм    | Потужність        | Виробництво | Примітки            |
| ----------------- | -------- | ----------------- | ----------- | ------------------- |
| Бензинові         |          |                   |             |                     |
| 1.2 8V            | 1242 см³ | 44 кВт (60 к.с.)  | 1999—2010   |                     |
| 1.2 16V           | 1242 см³ | 59 кВт (80 к.с.)  | 1999—2010   |                     |
| 1.4 16V           | 1368 см³ | 70 кВт (95 к.с.)  | 2003—2010   |                     |
| 1.8 16V           | 1747 см³ | 96 кВт (131 к.с.) | 1999—2010   | тільки HGT/Abarth   |
| Дизельні          |          |                   |             |                     |
| 1.3 JTD           | 1248 см³ | 51 кВт (70 к.с.)  | 2003—2010   |                     |
| 1.9 D             | 1910 см³ | 44 кВт (60 к.с.)  | 1999—2003   |                     |
| 1.9 JTD           | 1910 см³ | 59 кВт (80 к.с.)  | 1999—2002   |                     |
| 1.9 JTD 85        | 1910 см³ | 63 кВт (85 к.с.)  | 2002—2003   |                     |
| 1.9 F9Q1 Multijet | 1910 см³ | 74 кВт (100 к.с.) | 2003—2010   |                     |
| Газовий           |          |                   |             |                     |
| 1.2 Natural Power | 1242 см³ | 44 кВт (60 к.с.)  | 2003—2010   | тільки п'ятидверний |

## Fiat Punto III (Тип 199) (2005—2018)

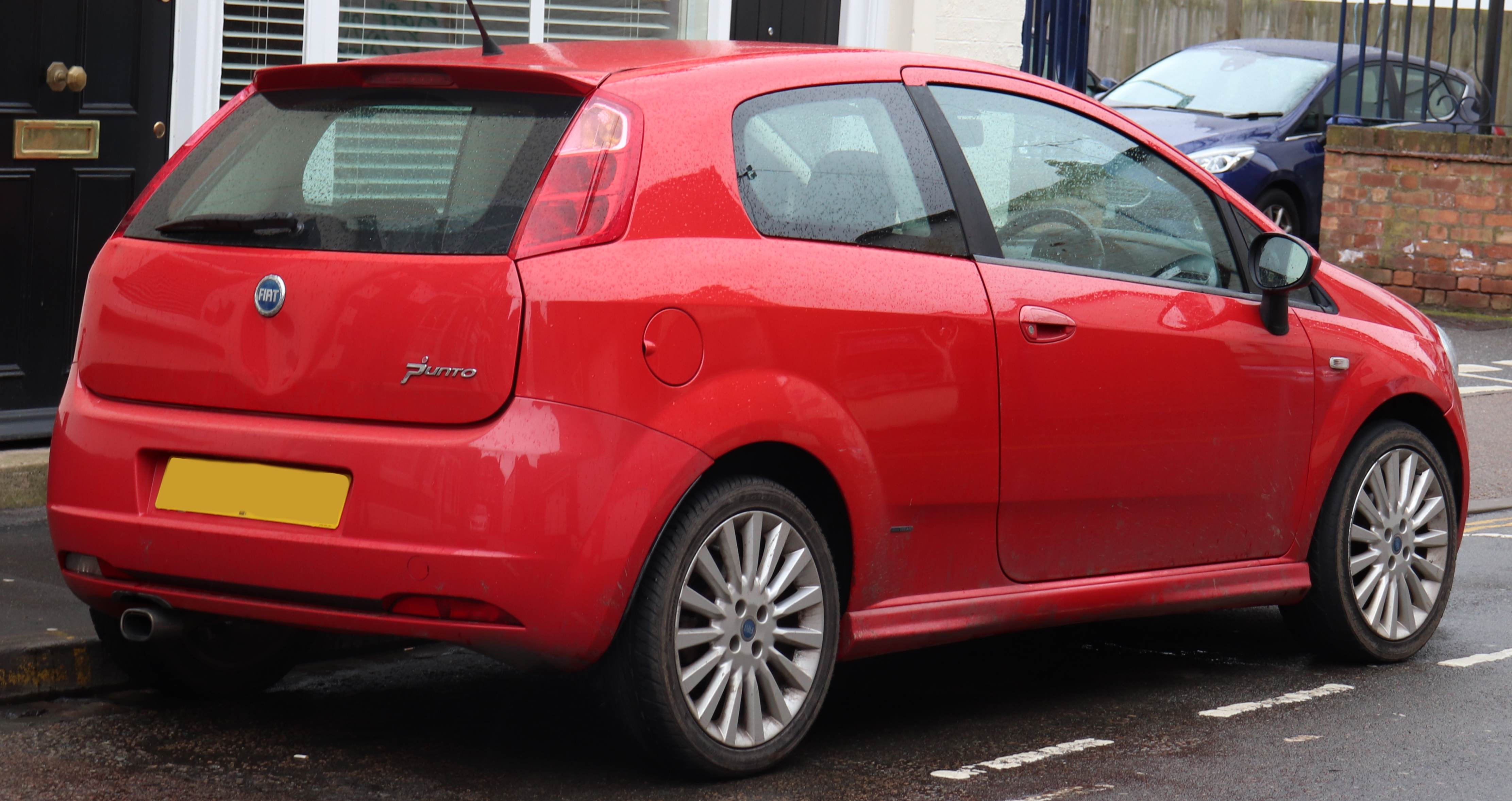
Fiat Grande Punto (2005-2009)

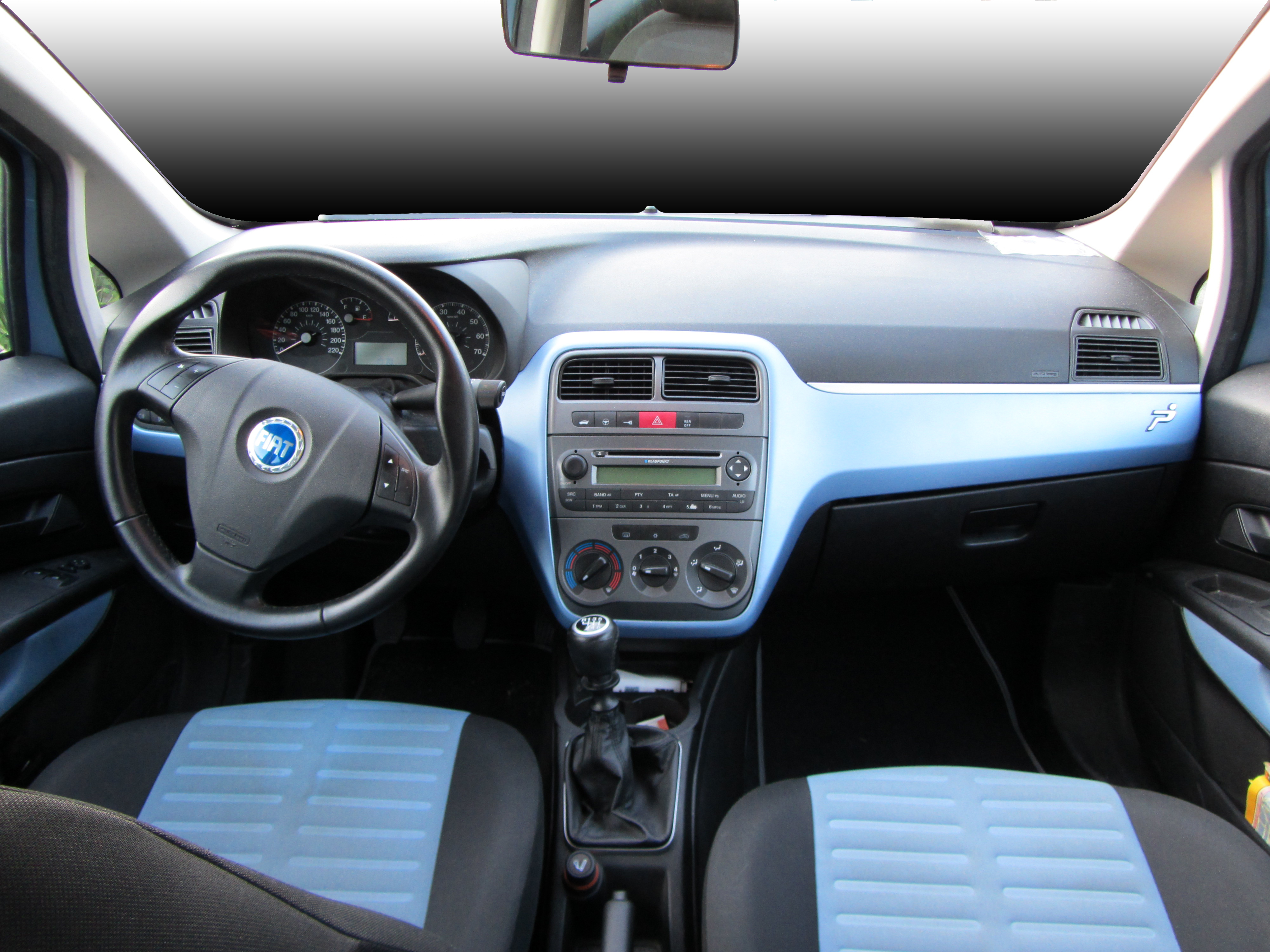
Fiat Grande Punto (2005-2009)

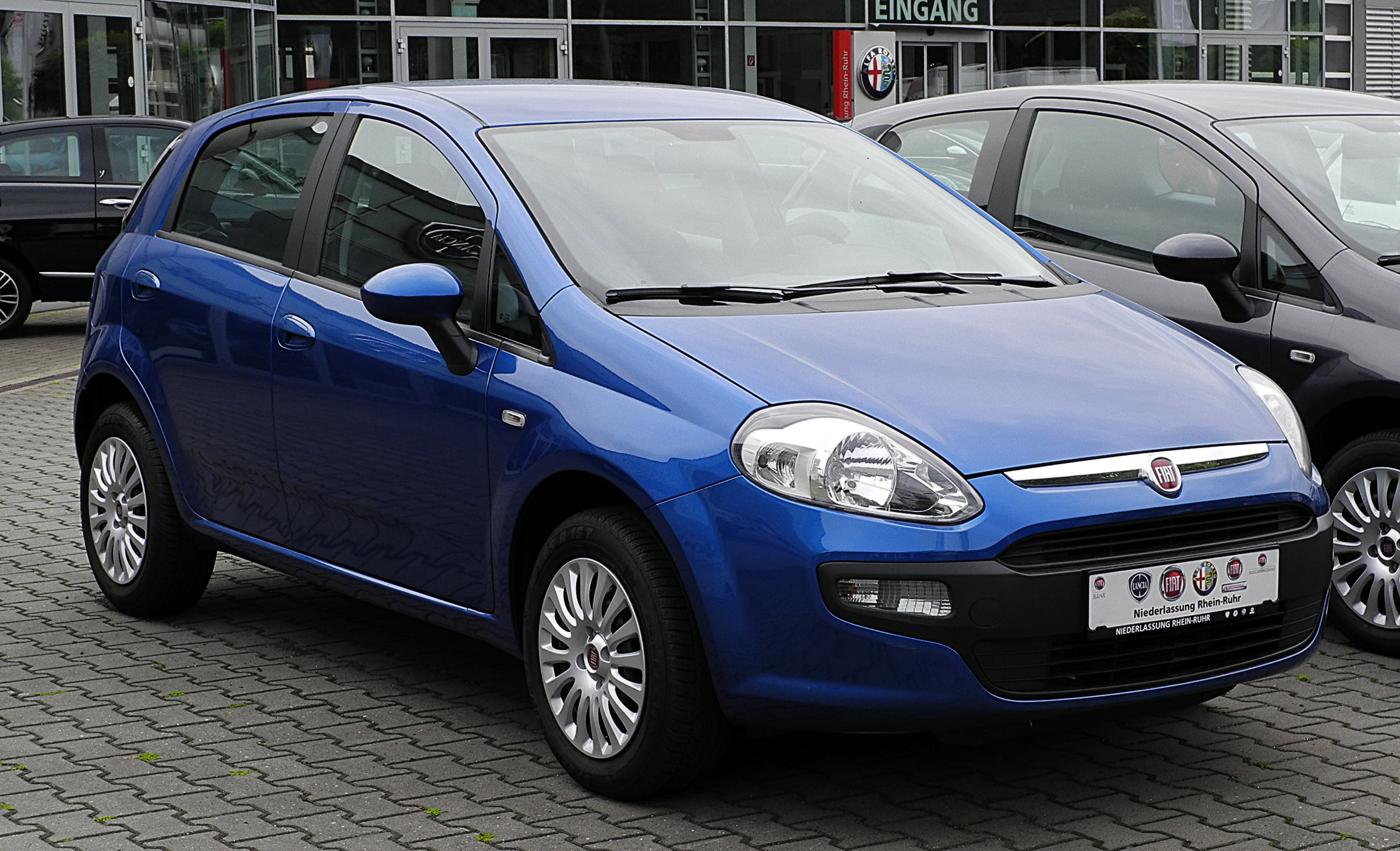
Fiat Punto Evo (2009-2011)

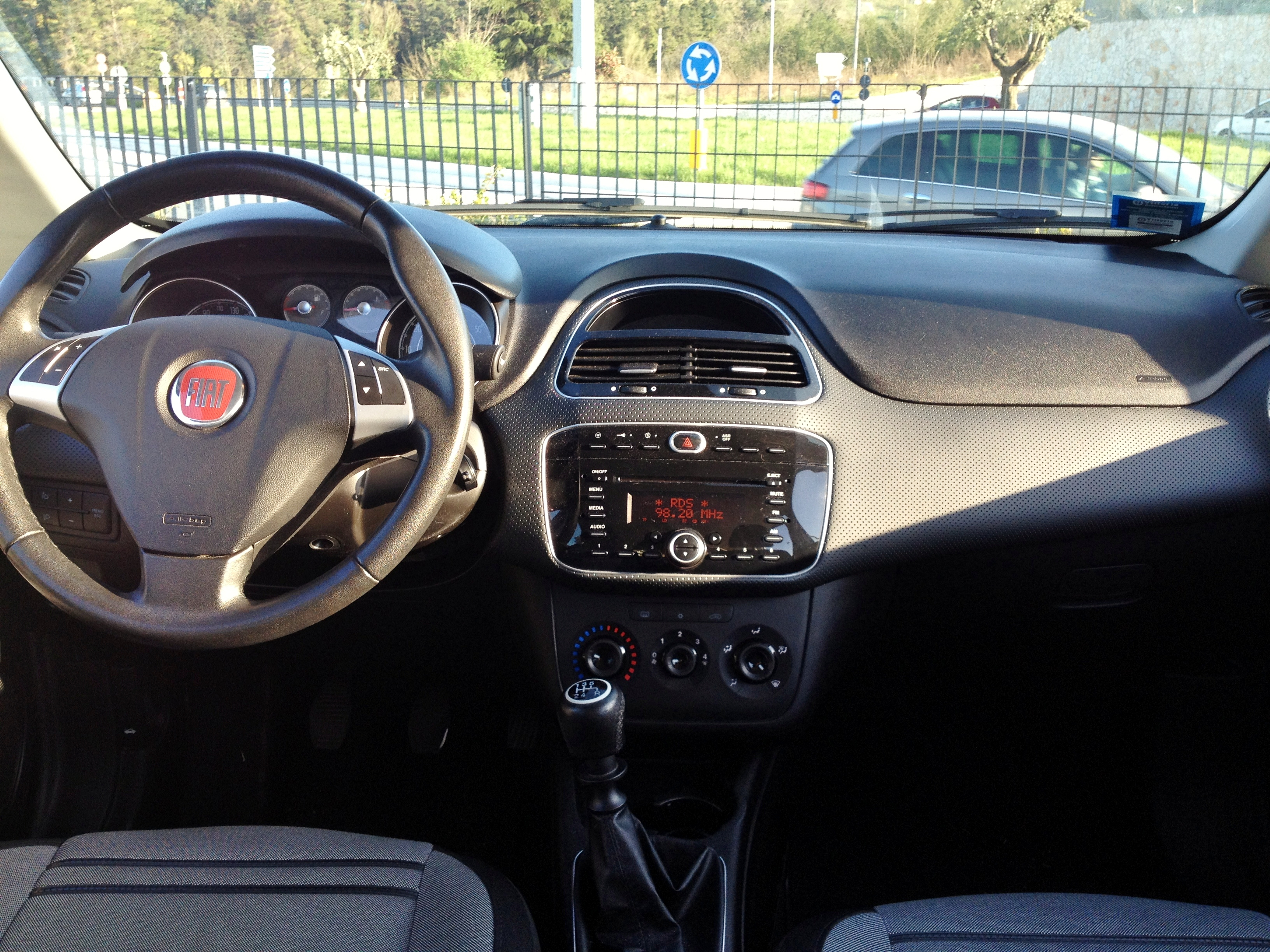
Fiat Punto Evo (2009-2011)

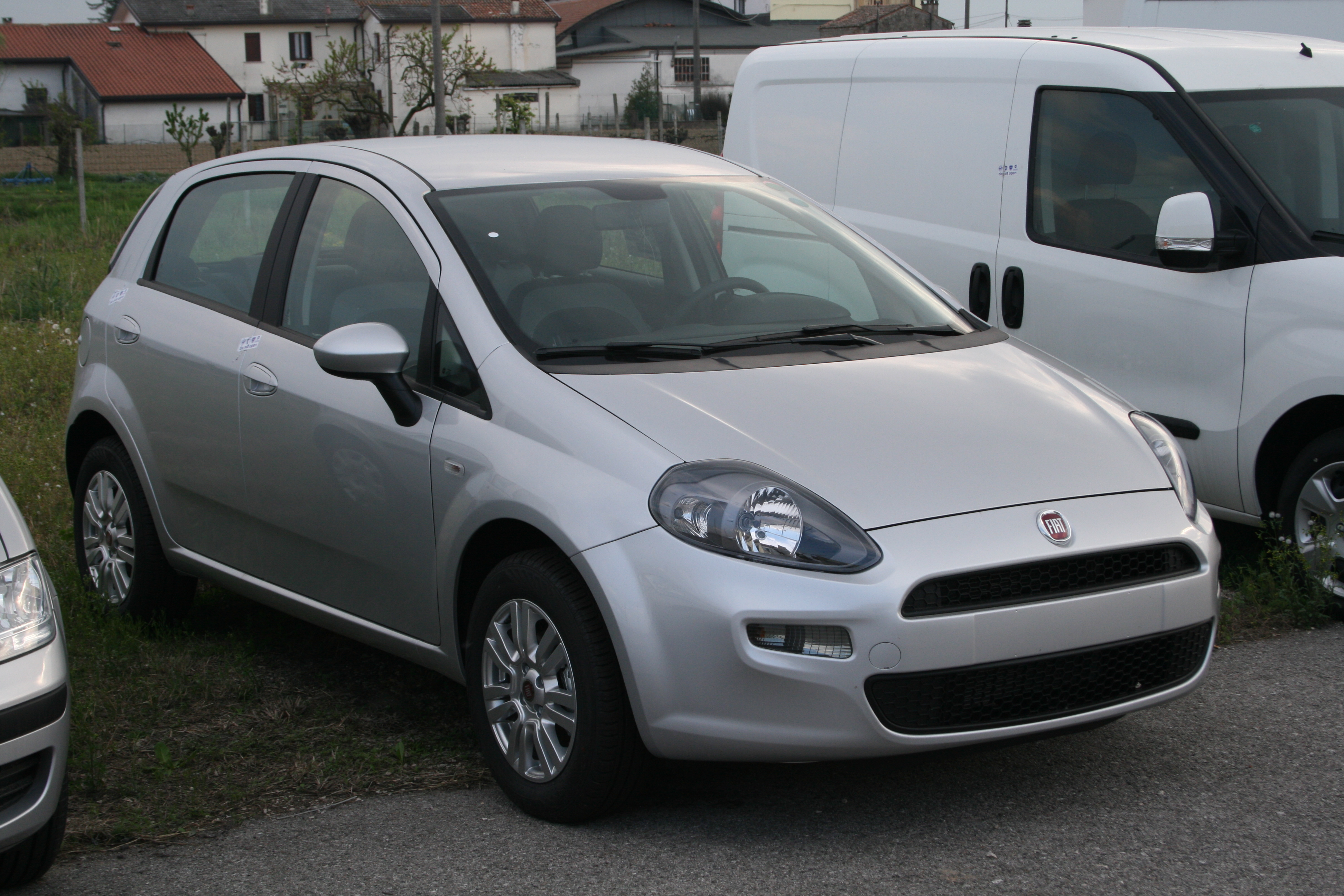
Fiat Punto (з 2011)

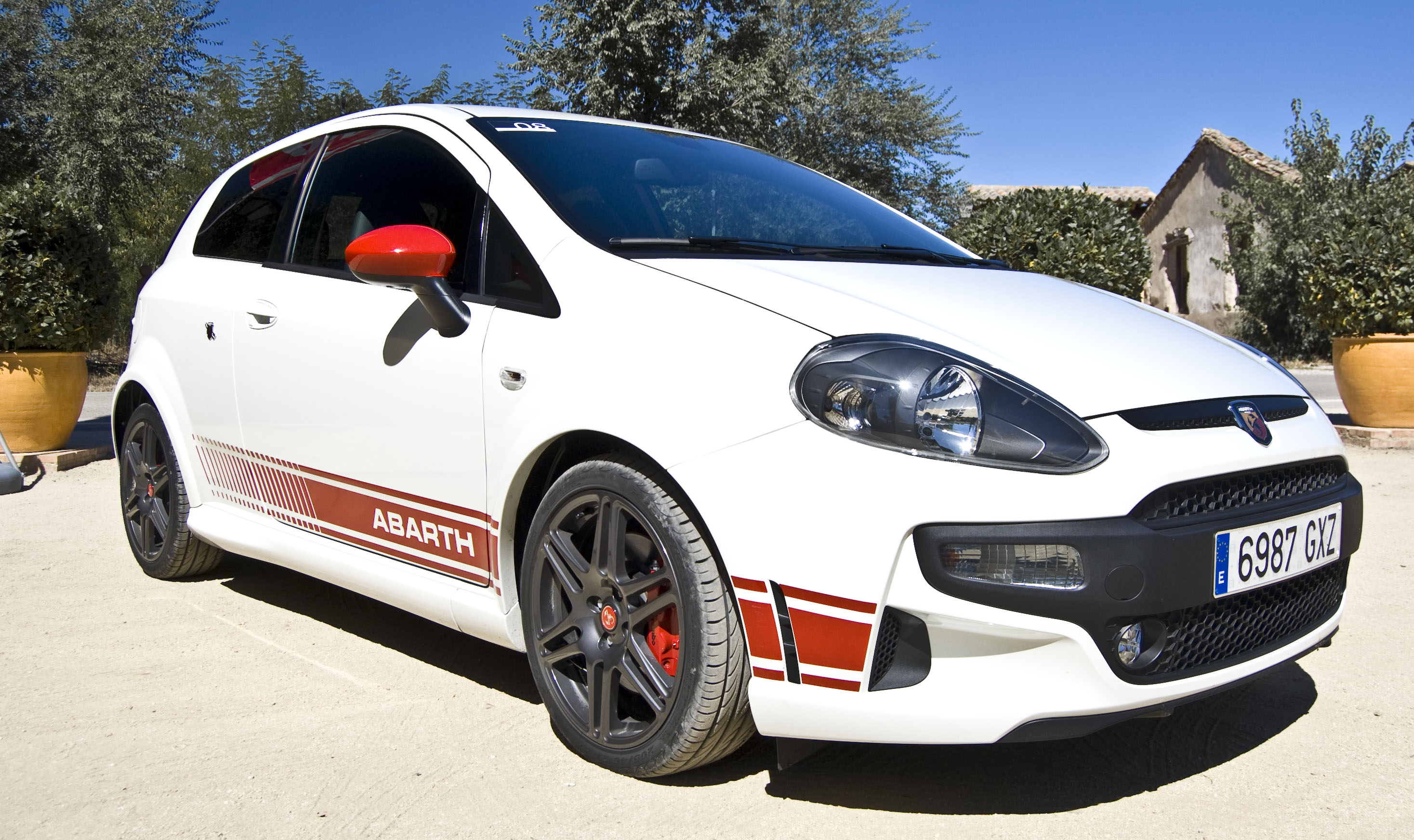
Abarth Punto Evo

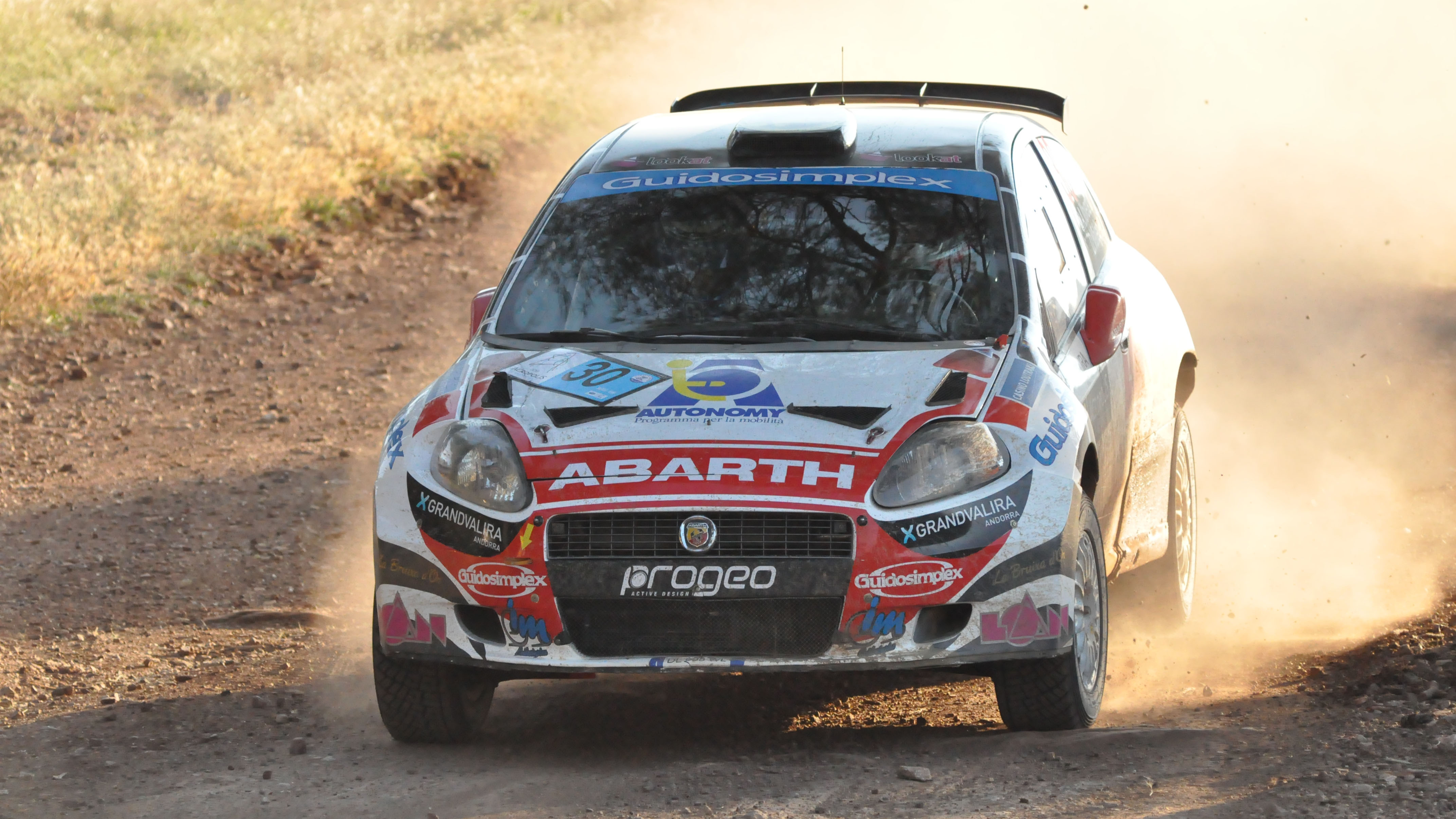
Fiat Grande Punto S2000 в ралі

Fiat Punto третього покоління отримав назву Fiat Grande Punto, вищу оцінку EuroNCAP за безпеку, відзначений званням «Найкращий компакт» і нагороди «Золоте кермо» у Німеччині. Punto дебютував у Франкфурті, створений на загальній платформі з моделлю Opel Corsa С, тому ці автомобілі пов'язує до 30% загальних запчастин, а дизайн в стилі Maserati був розроблений ательє Ital Design. Салон створений власною дизайн-студією Fiat. Попередника Punto він переважає за розміром та оздобленням. З габаритами 4030х1690х1490 мм він став більш практичним. Хетчбек відзначається збалансованою їздою та якістю збірки. Під капотом автомобіля зустрічаються дизельні та бензинові силові агрегати. При 4.030 мм він є найдовшим у секторі B. У салоні розмістяться п’ятеро дорослих. Заднє сидіння призначене для трьох пасажирів. Хетчбек представлений у 3-х та 5-ти дверній версіях. Обидві версії оснащені регульованим водійським сидінням та рульовим колесом. 
З початку продажів у вересні 2005 року модель відразу стала бестселером фірми: до липня 2006 року було реалізовано вже 313 000 автомобілів. Особливості моделі — клиноподібний силует, збільшена колісна база, широкий вибір комплектацій та обладнання. 
Підвіска придумана ще для попередньої моделі. Конструкція підвіски: попереду стійки McPherson, ззаду — напівнезалежна торсіонна підвіска.
Модельний ряд Grande Punto налічує: Active, Active Sport, Dynamic та Eleganza. Існують і моделі Sporting. Представлена у 2008 році GP замінила класичну модель Active Sport та додала деяке обладнання. До переліку стандартного обладнання базової Active включено: передні вікна з електроприводом, центральний замок з дистанційним управлінням, подушки безпеки, регульоване рульове колесо, регульоване водійське сидіння, антиблокувальну гальмівну систему, CD-стерео, елементи управління аудіо системи на рульовому колесі та дзеркала з електроприводом. Модель Active Sport постачається з шкіряним кермом, 15-дюймовими литими дисками коліс, заднім спойлером, передніми протитуманними вогнями, бічними подушками завіси та дзеркалами з підігрівом. Моделі Dynamic пропонують: кондиціонування повітря та шкіряне кермо. Моделі Eleganza оснащені: автоматичним двозонним клімат-контролем, передніми підлокітниками, функціональним дисплеєм з термометром зовнішньої температури, сенсорами паркування, 16-дюймовими литими дисками коліс, Bluetooth та контролем стабільності. У базу моделей Sporting входять: задній спойлер, передні протитуманні вогні, контроль стабільності, 17-дюймові литі диски коліс, спортивні сидіння та Bluetooth. Модель 2008 року GP відзначилась: спортивним оснащенням салону, новими передніми фарами, протитуманними вогнями, заднім спойлером та 16-дюймовими литими дисками коліс.
В 2009 році у продаж надійшла оновлена в стилі Fiat 500 версія під назвою Fiat Punto Evo з новим зовнішнім виглядом і салоном.
В 2011 року автомобіль знову модернізували, назву знову перейменували в Fiat Punto.
Модельний ряд налічує лише дві версії: Pop+ та Easy+. Доступними зараз є і такі моделі, як: Jet Black II і GBT. Незважаючи ні на що, база моделей є досить непоганою і включає: систему кондиціонування повітря, підсилювач керма, литі диски коліс, бортовий комп’ютер, передні вікна з електроприводом, функцію дистанційного закривання дверей та чотири подушки безпеки. Аудіо система базових моделей включає: радіо з MP3-сумісним CD програвачем, елементи управління, розташовані на рульовому колесі, та шість динаміків. Можливість сполучення телефону через Bluetooth також входить до бази усіх моделей. Водій або його пасажир можуть використовувати AUX або USB входи для відтворення музики. Що стосується елементів безпеки, то тут водія чекатимуть: антиблокувальна гальмівна система, система контролю стійкості та система допомоги при старті зі схилу. Якщо дозволяє бюджет, варто перейти на моделі вищої комплектації, які додадуть: 16-дюймові литі диски коліс, автоматичний клімат-контроль, бічні протитуманні фари та систему супутникової навігації. Топову модель Easy+ можна оснастити: системою супутникової навігації TomTom, клімат-контролем та шкіряним рульовим колесом. Цікава історія сталася з оцінкою безпеки моделі. Grande Punto, що тільки-но з'явився, у 2005 році отримав найвищий п'ятизірковий рейтинг EuroNCAP, першим з автомобілів свого класу. У 2017 році ця ж організація вперше в історії поставила йому «бублик». Річ у тому, що сучасні правила вимагають обов'язкової наявності так званих «Пристроїв забезпечення безпеки», таких як обмежувач швидкості, або система утримання в смузі, або автогальма. А Punto, який готувався до зняття з виробництва, не мав навіть сигналізатора не пристебнутих ременів безпеки, за що й отримав нуль балів.

### Двигуни
| Модель               | Об'єм    | Потужність         | Витрати палива | Виробництво                     | Примітки                  |
| -------------------- | -------- | ------------------ | -------------- | ------------------------------- | ------------------------- |
| Бензинові            |          |                    |                |                                 |                           |
| 0.9 8V Twinair       | 875 см³  | 62 кВт (84 к.с.)   | л/100 км       | 01.2012–10.2013                 |                           |
| 0.9 8V Twinair       | 875 см³  | 77 кВт (105 к.с.)  | л/100 км       | 11.2013–08.2018                 |                           |
| 1.2 Fire 8V          | 1242 см³ | 48 кВт (65 к.с.)   | 6,1 л/100 км   | 09.2005–11.2010                 |                           |
| 1.2 Fire 8V          | 1242 см³ | 51 кВт (69 к.с.)   | 6,1 л/100 км   | 11.2010–08.2018                 |                           |
| 1.4 Fire 8V          | 1368 см³ | 57 кВт (77 к.с.)   | 5,9 л/100 км   | 09.2005–08.2018                 |                           |
| 1.4 Starjet 16V      | 1368 см³ | 70 кВт (95 к.с.)   | 6,1 л/100 км   | 03.2006–10.2009                 |                           |
| 1.4 16V MultiAir     | 1368 см³ | 77 кВт (105 к.с.)  | 6,1 л/100 км   | 03.2006–10.2009                 |                           |
| 1.4 16V MultiAir     | 1368 см³ | 99 кВт (135 к.с.)  | 6,1 л/100 км   | 03.2006–10.2009                 | Turbo                     |
| 1.4 T-Jet 16V        | 1368 см³ | 88 кВт (120 к.с.)  | 6,6 л/100 км   | 06.2007–10.2009                 | Turbo                     |
| 1.4 Turbo T-Jet 16V  | 1368 см³ | 114 кВт (155 к.с.) | 6,9 л/100 км   | 10.2008–06.2010                 | Turbo/тільки для Abarth   |
| 1.4 16V MultiAir     | 1368 см³ | 120 кВт (163 к.с.) | 6,9 л/100 км   | 06.2010–04.2013                 | Turbo/тільки для Abarth   |
| Дизельні             |          |                    |                |                                 |                           |
| 1.3 М-Jet 16V        | 1248 см³ | 55 кВт (75 к.с.)   | 4,5 л/100 км   | 09.2005–11.2011                 |                           |
| 1.3 Multijet 16V     | 1248 см³ | 62 кВт (84 к.с.)   | 4,5 л/100 км   | 11.2012–06.2015                 |                           |
| 1.3 Multijet 16V     | 1248 см³ | 63 кВт (86 к.с.)   | 4,5 л/100 км   | 09.2010–11.2012                 |                           |
| 1.3 М-Jet 16V        | 1248 см³ | 66 кВт (90 к.с.)   | 4,5 л/100 км   | 09.2005–10.2009                 |                           |
| 1.3 Multijet 16V     | 1248 см³ | 70 кВт (95 к.с.)   | 4,5 л/100 км   | 10.2009–02.2013 08.2016–08.2018 |                           |
| 1.6 М-Jet 16V        | 1598 см³ | 88 кВт (120 к.с.)  | 4,4 л/100 км   | 09.2008–11.2011                 |                           |
| 1.9 М-Jet 8V         | 1910 см³ | 88 кВт (120 к.с.)  | 4,8 л/100 км   | 03.2006–08.2008                 | тільки п'ятидверний       |
| 1.9 М-Jet 8V         | 1910 см³ | 96 кВт (130 к.с.)  | 5,7 л/100 км   | 09.2005–08.2008                 |                           |
| Газовий              |          |                    |                |                                 |                           |
| 1.4 Natural Power 8V | 1368 см³ | 51 кВт (70 к.с.)   | 6,3 л/100 км   | з 10.2009                       | бак вмонтований в підлогу |